# 페루 요리

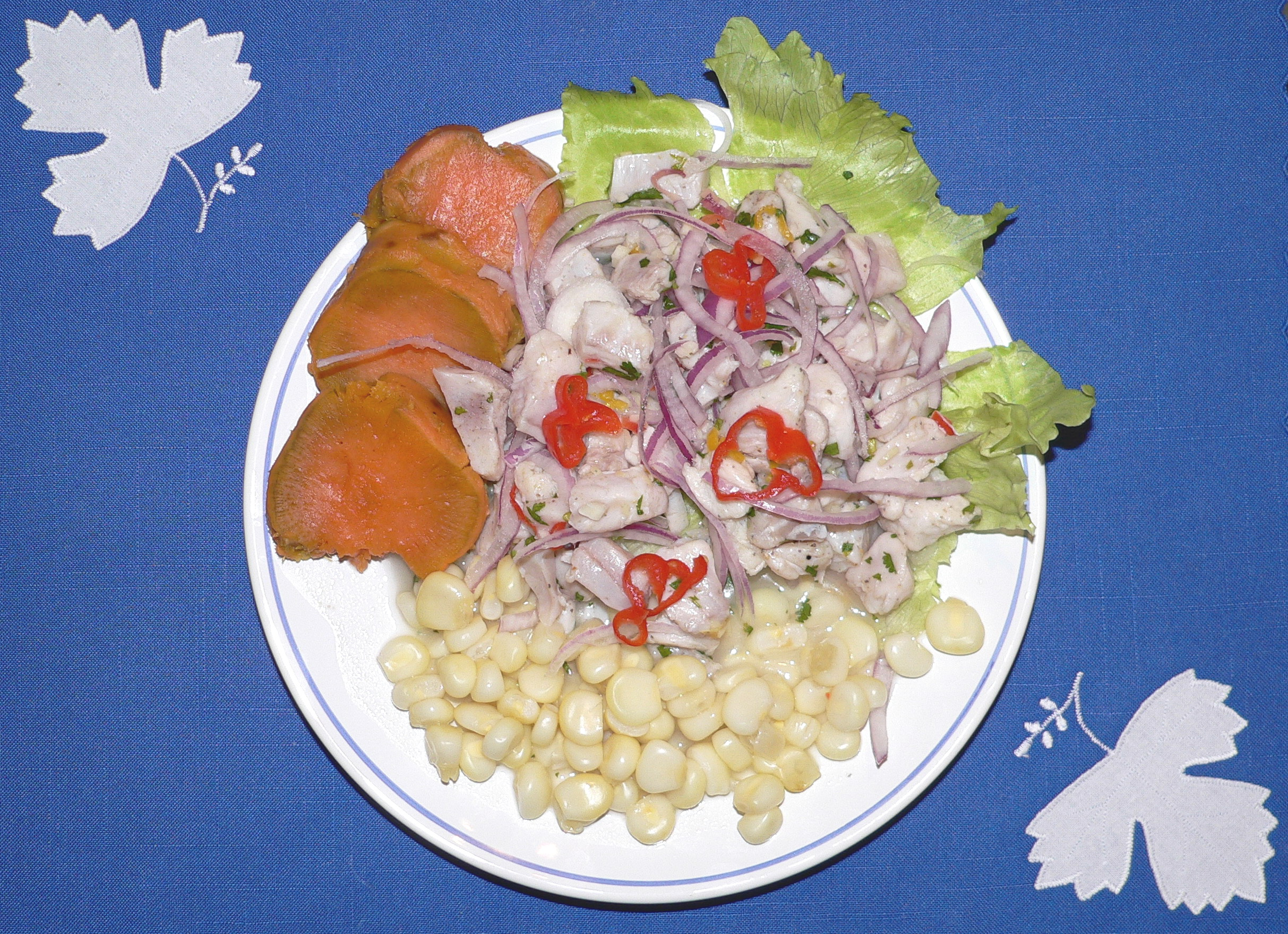
세비체

페루 요리(Peru 料理, 스페인어: cocina peruana 코시나 페루아나[*])는 남아메리카에 있는 페루의 요리이다. 현지 관행과 재료를 반영한다. 페루 요리의 4가지 전통적인 요소는 옥수수, 감자, 기타 덩이줄기, 비름과 (퀴노아, 카니와 및 키위차)와 레구메 (콩과 루핀스)이다. 식재료에는 쌀, 밀, 고기 (쇠고기, 돼지고기, 닭고기) 등이 사용된다.

## 음료

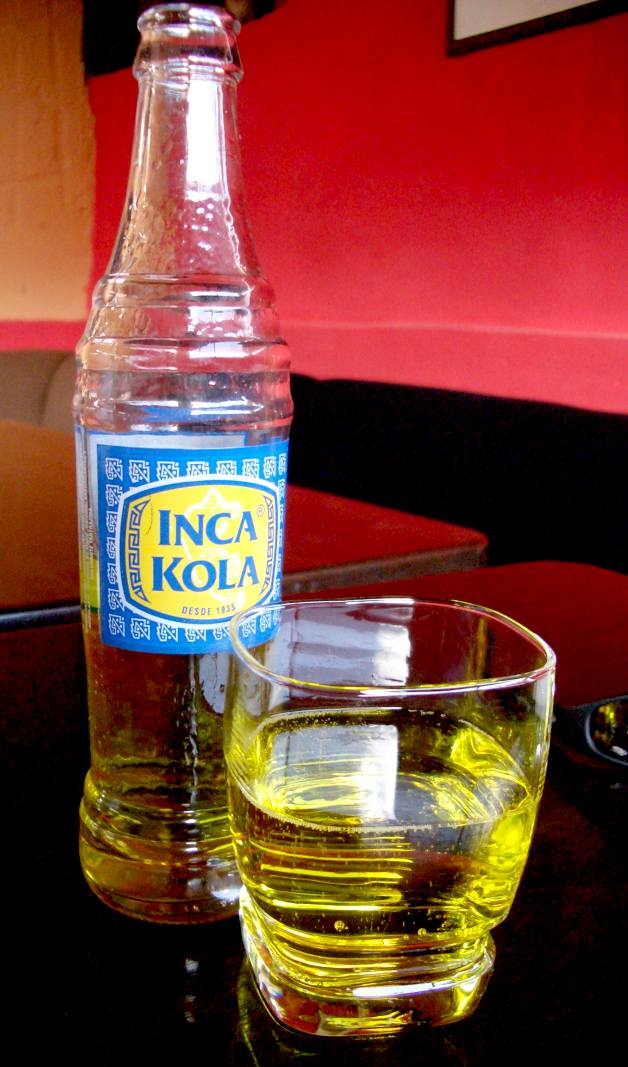
잉카 콜라

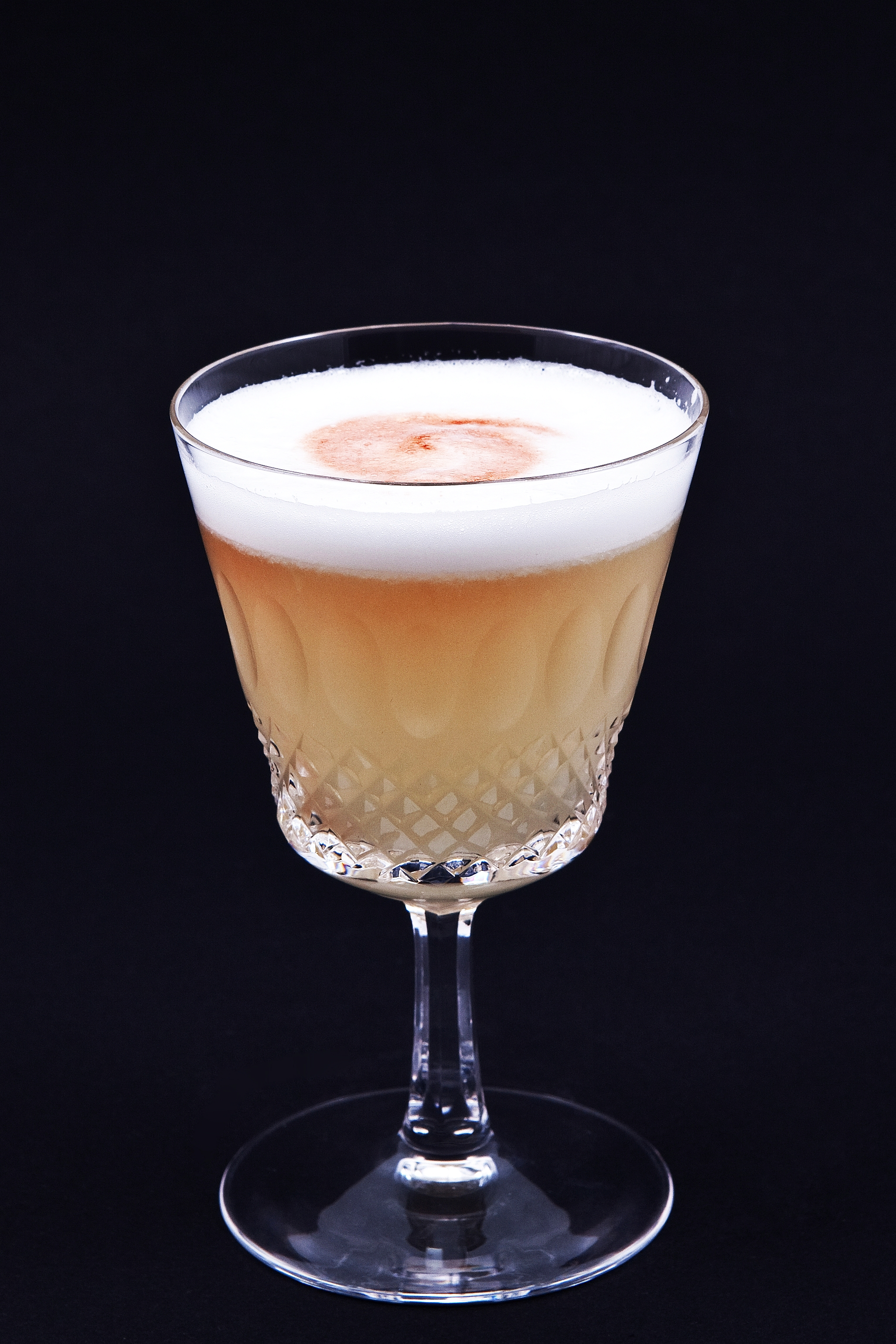

### 청량 음료
페루에서 가장 흔하게 접하는 음료는 다음과 같다:
- 치차 모라다
- 잉카 콜라
- 콜라 인글레사
- 콜라 에스코세사

## 같이 보기
- 남아메리카 요리
- 라틴 아메리카 요리